# Tatenda Mutambarah
Tatenda Arnold Mutambarah (ur. 5 marca 1983 w Gutu, Zimbabwe) – botswański koszykarz, uczestnik Mistrzostw Afryki 2005.
W 2005 roku wziął udział w Mistrzostwach Afryki, gdzie reprezentacja Botswany odpadła już po rundzie eliminacyjnej. Podczas tego turnieju wystąpił w czterech meczach, w których łącznie grał tylko przez 14 minut. Zanotował jedynie dwa faule, w przegranym meczu przeciwko reprezentacji Lesotho.